# Julián Simón

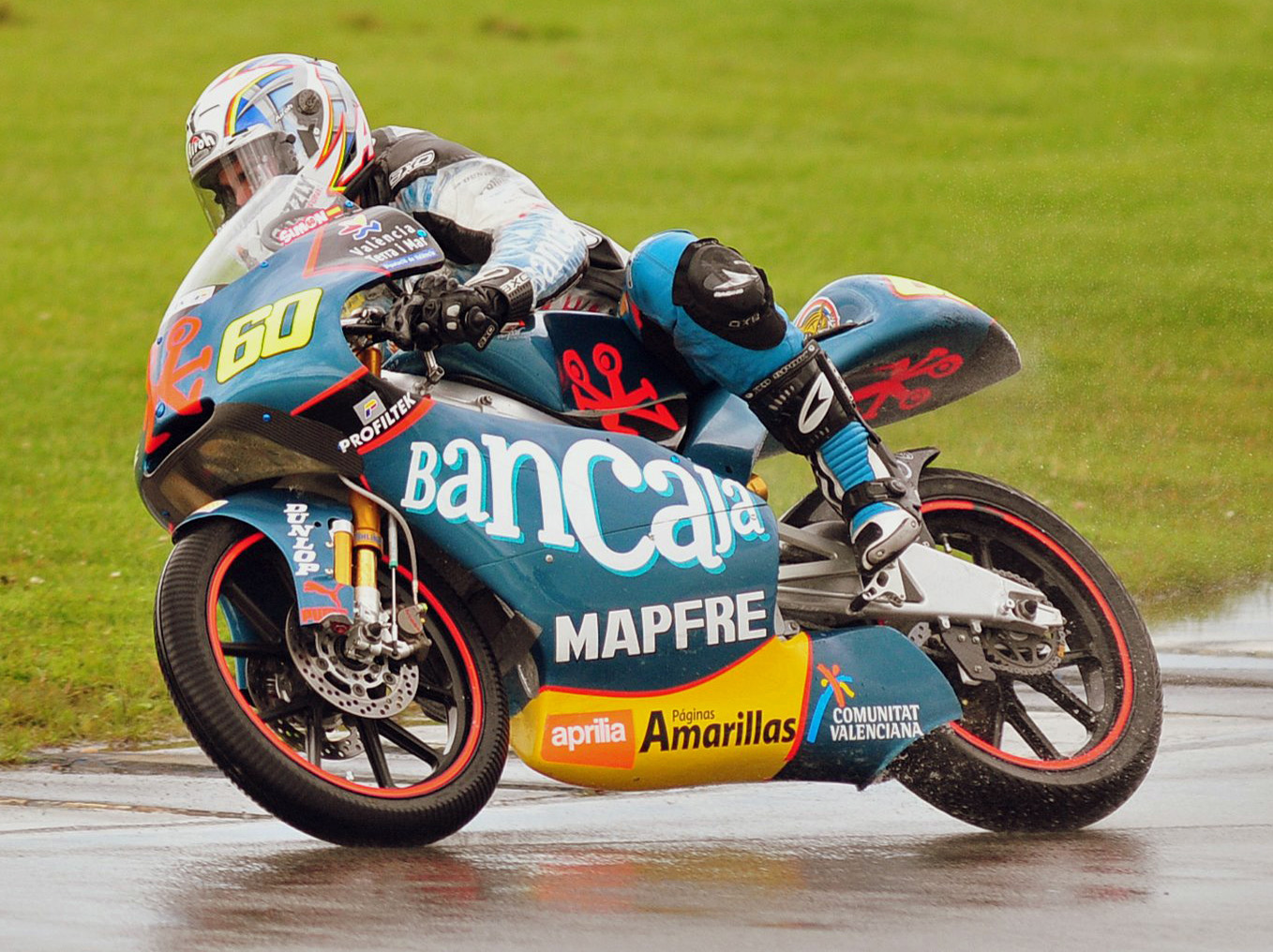
Julián Simón på Doningtonbanan 2009.

Julián Simón, född 3 april 1987 i Villacañas, Spanien, är en spansk roadracingförare som sedan 2010 tävlar i Moto2-klassen. Han blev världsmästare i 125GP-klassen säsongen 2009.

## Tävlingskarriär
Simon gjorde Grand Prix-debut i Spaniens MotoGP 2002 i 125-klassen. Året därpå körde han hela GP-serien på en Malaguti. Till 2004 bytte han till Honda. Första segern kom 2005 i Storbritanniens Grand Prix, då han representerade KTM och slutade sjua i VM. 2006 fortsatte Simon hos KTM och blev nia i VM. 2007 flyttade han upp i 250-klassen och körde för Repsol Honda med en slutlig niondeplats i VM-tabellen.  Repsolteamet bytte till KTM Roadracing-VM 2008 och Simon slutade åtta i VM. 2009 klev Simón ner till 125-klassen och Bancaja Aspar-teamet. Det blev ett lyckat byte eftersom Simón blev världsmästare. 2010 körde Símon Moto2 och blev tvåa i VM med fem andraplatser och tre tredjeplatser. Han har fortsatt i denna klass, men förutom enstaka pallplatser har framgångarna uteblivit.

## Pallplatser
Uppdaterad till 2016-07-18.
|  |

| Nr | Grand Prix   | År   |
| -- | ------------ | ---- |
| 1  | Frankrike    | 2010 |
| 2  | Indianapolis | 2010 |
| 3  | San Marino   | 2010 |
| 4  | Aragonien    | 2010 |
| 5  | Japan        | 2010 |
| 6  | Portugal     | 2011 |
| 7  | Valencia     | 2012 |

| Nr | Grand Prix     | År   |
| -- | -------------- | ---- |
| 1  | Storbritannien | 2010 |
| 2  | Katalonien     | 2010 |
| 3  | Valencia       | 2010 |
| 4  | Indianapolis   | 2011 |
| 5  | Tyskland       | 2016 |

| Nr | Grand Prix     | År   |
| -- | -------------- | ---- |
| 1  | Storbritannien | 2005 |
| 2  | Frankrike      | 2009 |

| Nr | Grand Prix | År   |
| -- | ---------- | ---- |
| 1  | Qatar      | 2009 |
| 2  | Japan      | 2009 |

| Nr | Grand Prix | År   |
| -- | ---------- | ---- |
| 1  | Japan      | 2006 |
| 2  | Italien    | 2009 |